# Kościół Boży w Chrystusie (Polska)
Kościół Boży w Chrystusie – chrześcijański Kościół protestancki o charakterze zielonoświątkowym. Działa na terenie Polski w oparciu o ustawę o gwarancjach wolności sumienia i wyznania. W 2024 roku Kościół liczył 5628 wiernych (w tym 155 duchownych) w 92 zborach.

## Zasady wiary
Zasady wiary Kościoła Bożego w Chrystusie są zbliżone do zasad przyjętych przez Kościół zielonoświątkowy i inne wspólnoty o podobnym charakterze. Podstawą wszelkiego działania oraz nauczania jest Pismo Święte Starego i Nowego Testamentu. Szczególnie akcentowane jest nawiązanie osobistej, pełnej intymności relacji z Jezusem Chrystusem (nowe narodzenie) i wiarę w to, że Jezus daje darmo (nie za uczynki) przebaczenie grzechów i zbawienie każdemu, kto odwraca się od swojego grzechu i oddaje swoje życie w Boże ręce. Następstwem takiej decyzji powinna być zmiana sposobu życia: uwolnienie od nałogów, prawidłowe (wolne od złości i nienawiści) relacje z innymi ludźmi itd. Członkowie mają możliwość przyjęcia świadomego chrztu w wodzie poprzez zanurzenie.

## Historia w Polsce
Kościół wywodzi się z wydarzeń, które miały miejsce na kresach wschodnich przedwojennej Polski. Na terenie Pińska (leżącego obecnie na Białorusi) budował lokalny zbór pastor Bolesław Dawidow wraz z rodziną. Po zakończeniu działań wojennych w 1945 zgodnie z zarządzeniem władz ZSRR przeniósł się razem z rodziną do Polski, gdzie włączył się w działalność nurtu zielonoświątkowego.
Prowadzona przez niego działalność uznawana była za nielegalną, a spotkania odbywały się w prywatnych mieszkaniach. Przez wiele lat swojej działalności pastor Bolesław Dawidow i jego rodzina byli przedmiotem inwigilacji i prześladowania ze strony peerelowskich służb bezpieczeństwa. Miały miejsce rewizje, zamykanie i pieczętowanie części pomieszczeń w mieszkaniu używanym na spotkania, aresztowanie i wiele temu podobnych działań. Władze podejrzewały go o wieloletnie przewożenie Biblii do ZSRR.
Działające w Polsce od 1910 wspólnoty zielonoświątkowe tworzyły kilka odrębnych nurtów. W latach 1947–1953 większość zielonoświątkowców znalazła się w Zjednoczonym Kościele Ewangelicznym (ZKE). Bolesław Dawidow wystąpił z ZKE w 1956 i od tego czasu działał niezależnie. W latach 60. powstał zbór warszawski. Przez pewien czas działano w ramach Kościoła Chrystusowego.
W 1981 roku działalność w Polsce rozpoczął amerykański pastor Frank Olszewski, który we Wrocławiu założył wspólnotę „Słowo Życia”. Olszewski był podejrzewany o działalność szpiegowską i z tego powodu inwigilowany przez SB i kontrwywiad. Nawiązał później współpracę z Bolesławem Dawidowem. Razem powołali do życia w 1988 roku Kościół Boży w Chrystusie.
27 lutego 1988 Kościół Boży w Chrystusie został oficjalnie zarejestrowany. Obecnie jest wpisany do rejestru kościołów i innych związków wyznaniowych, prowadzonego przez Ministra Administracji i Cyfryzacji dział A, pozycja 28. Kościół Boży w Chrystusie jest również członkiem Aliansu Ewangelicznego w Rzeczypospolitej Polskiej.
Po 2000 w Kościele Zielonoświątkowym zaistniał problem tzw. „ruchu wstawienników”. W ruchu zaangażowanych było kilka zborów – z Legnicy, Kalisza i Gorzowa Wielkopolskiego, a ich pastorzy stali się liderami ruchu. Władze kościoła zajęły negatywne stanowisko wobec tego ruchu i w rezultacie wiosną 2002 roku zbory z Legnicy, Kalisza i Gorzowa Wielkopolskiego podzieliły się, a ich pastorzy wraz z częścią zborowników weszli w struktury Kościoła Bożego w Chrystusie.
Podstawową wewnętrzną jednostką organizacyjną Kościoła jest zbór. Zbory Kościoła posiadają szeroką autonomię. Z tego względu do Kościoła przyłączają się rozmaite grupy charyzmatyczne, które nie mogą spełnić obowiązującego w Polsce kryterium rejestracyjnego (od 1998 wymagana jest liczba 100 wyznawców).

## Charakterystyka nabożeństw

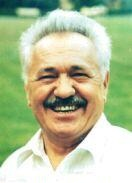
Bolesław Dawidow

Kościół Boży w Chrystusie mieści się w charyzmatycznym nurcie chrześcijaństwa. Za podstawowy cel swojej działalności uznaje ewangelizację, wierząc, że dzięki mocy Ducha Świętego ludzie mogą na co dzień doświadczać przeżyć podobnych do tych opisanych na kartach Nowego Testamentu. Nabożeństwa są otwarte i mogą w nich uczestniczyć osoby niebędące członkami Kościoła. Zwykle nabożeństwa rozpoczynane są „Uwielbieniem”. Jest to część nabożeństwa, w czasie której przez pieśni i modlitwy członkowie zboru oddają Bogu dziękczynienie i chwałę. W czasie uwielbienia można zaobserwować dużą spontaniczność w wyrażaniu swoich uczuć i manifestowaniu swoich przeżyć duchowych.
Występuje różnorodny stylowo śpiew, taniec, ekstatyczne przeżywanie, nierzadko glosolalia oraz inne dary charyzmatyczne (prorokowanie, modlitwa o uzdrowienie, wypędzanie demonów). Często w czasie trwania uwielbienia, sprawowana jest Wieczerza Pańska pod dwiema postaciami. Po uwielbieniu następuje zazwyczaj głoszenie Słowa Bożego. Zwykle nabożeństwa trwają ok. dwie godziny. Specyfika, styl i ułożenie segmentów nabożeństwa w zborach jest różne i zależy od duchowości i ustaleń lokalnej społeczności. Oprócz nabożeństwa niedzielnego, bardzo często organizowane jest jedno nabożeństwo w dzień powszedni, szereg spotkań grup domowych oraz ludzi zaangażowanych w różnorakie służby w zborze. Z okazji uroczystości ślubnych, chrztów i innych ważnych wydarzeń w życiu zboru organizowane są nabożeństwa okolicznościowe, których przebieg ustalany jest indywidualnie z zainteresowanymi. Liturgia nie jest normowana ścisłymi zasadami, jest kształtowana i uzgadniana przez osoby prowadzące nabożeństwo.

## Struktura organizacyjna
Kościół Boży w Chrystusie stanowi federację autonomicznych zborów posiadających osobowość prawną. Na czele każdego zboru stoi pastor, który dobiera sobie współpracowników w postaci starszych i diakonów. Zasady wybierania pastora, starszych i diakonów regulowane są przez statut Kościoła.
W chwili obecnej Kościół liczy 59 zborów oraz 5 misji. Zbory rozsiane są po całym terytorium Polski, choć daje się zaobserwować, iż na wschodzie kraju jest ich mniej niż w pozostałych regionach.
Najwyższą władzą Kościoła jest zbierający się raz na 5 lat Synod. W czasie trwania Synodu podejmowane są uchwały mające znaczenie dla całego Kościoła. Organem posiadającym podobne uprawnienia ustawodawcze jest Kolegium Pastorów. Stanowi on ciało doradcze w sprawach duchowych a należą do niego wszyscy pastorzy zborów należących do Kościoła. Kolegium Pastorów zwoływane jest dwa razy w roku na dwudniowe spotkanie, podczas którego czas poświęcony jest na omówienie bieżących wydarzeń, poczynienie stosownych ustaleń oraz wspólną modlitwę.
Na co dzień pracę Kościoła koordynuje Rada Kościoła wybierana przez Synod. W skład Rady wchodzi Prezbiter Naczelny, dwóch jego zastępców oraz dwóch członków Rady. Obecnie Prezbiterem naczelnym jest pastor Andrzej Nędzusiak. Kościół Boży w Chrystusie przyjął kongregacyjną strukturę działania. Głównym jej założeniem jest autonomia poszczególnych zborów i ich niezależność nie tylko od władzy państwowej (z zachowaniem obowiązującego prawa), lecz także od jakiejkolwiek kościelnej centrali.

## Zbory Kościoła Bożego w Chrystusie

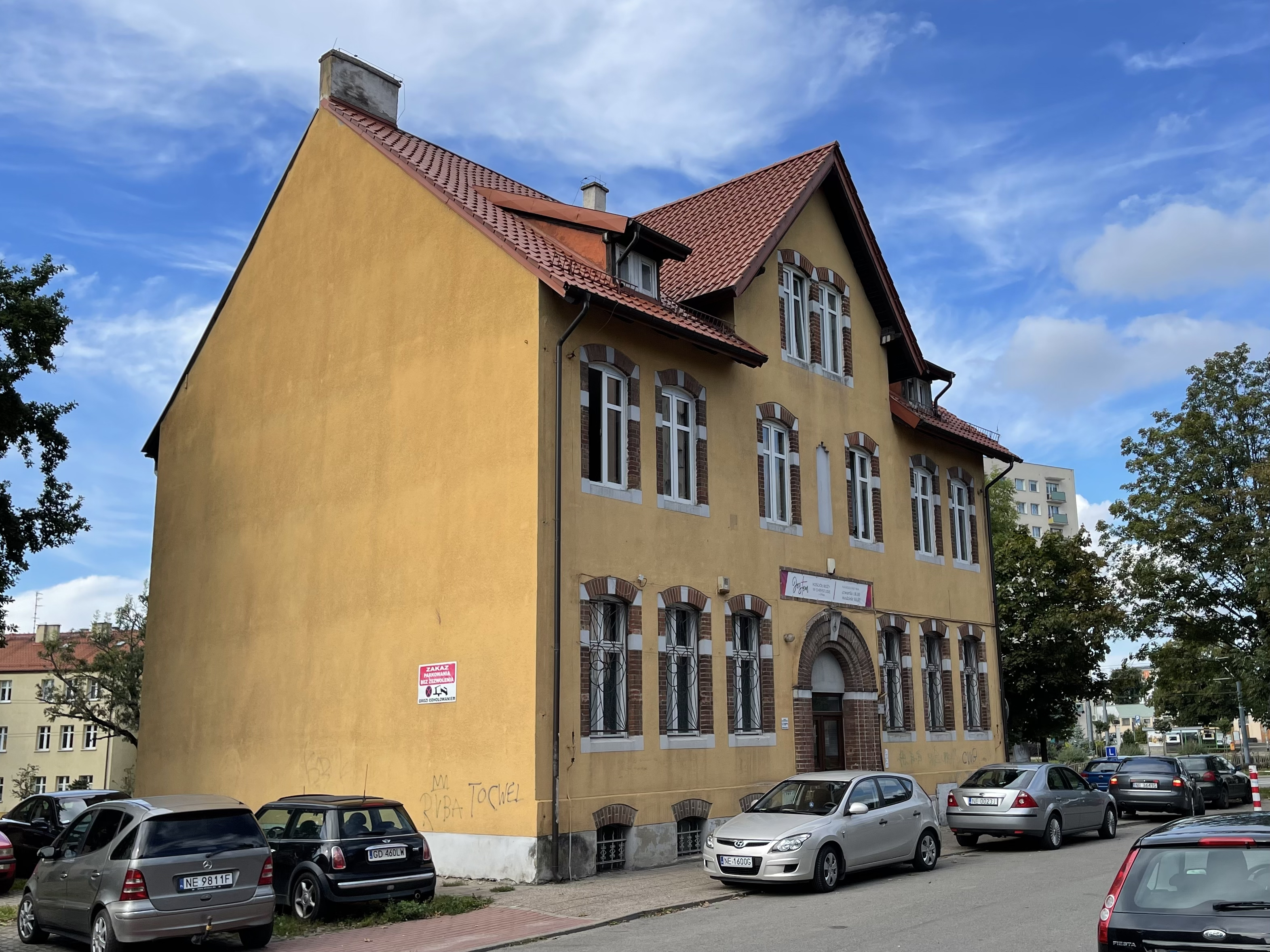
Siedziba Wspólnoty „Jestem” w Elblągu

Do Kościoła należą następujące zbory i placówki:

- Województwo dolnośląskie
  - zbór „Zwycięstwo w Chrystusie” w Jeleniej Górze
  - zbór w Legnicy – Kościół „Anastasis”
  - zbór w Lubinie – Społeczność „Zielona Oliwka”
  - zbór „Dom Pana” w Strzelinie
  - zbór we Wrocławiu – Wspólnota Chrześcijańska „Nowa Studnia”
  - zbór we Wrocławiu – Wspólnota Chrześcijańska „Betel”
  - zbór we Wrocławiu – Wspólnota Odkupionych Chrześcijan
  - zbór we Wrocławiu – „Zwycięstwo w Jezusie”
- Województwo kujawsko-pomorskie
  - zbór w Aleksandrowie Kujawskim – Chrześcijańska Wspólnota „Jezus Król”
  - zbór w Bydgoszczy – Centrum Chrześcijańskie „Dobra Nowina”
  - zbór w Bydgoszczy – Wspólnota „Przystań”
- Województwo lubelskie
  - zbór w Hrubieszowie – Centrum Chrześcijańskie „Rebeka”
  - zbór w Lublinie – Kościół Chrześcijański „Nowe Życie”
  - zbór w Lublinie – Zion Church
- Województwo lubuskie
  - zbór w Gorzowie Wielkopolskim – Chrześcijańska Wspólnota „Górna Izba”
  - zbór w Gubinie – Kościół „Agape”
  - zbór w Łęknicy – Centrum Chrześcijańskie „Bez Granic”
  - zbór „Nowe Pokolenie” w Nowej Soli
  - zbór w Słubicach – Wspólnota „Dom Wolności”
  - zbór w Zielonej Górze – Chrześcijańska Wspólnota „Bez Ścian”
  - zbór w Zielonej Górze – Wspólnota „Winnica”
  - zbór w Żarach
- Województwo łódzkie
  - zbór „Druga Szansa” w Łodzi
  - zbór „Zwycięstwo w Jezusie” w Łodzi
  - zbór w Łodzi – Wspólnota Odkupionych Chrześcijan
  - zbór w Łodzi – Centrum Chrześcijańskie „Zwycięstwo”
  - zbór w Łowiczu
  - zbór w Piotrkowie Trybunalskim – Wspólnota „Jezus Żyje”
  - zbór „Agape” w Skierniewicach
- Województwo małopolskie
  - zbór w Krakowie – Kościół Bożego Królestwa
  - zbór w Krakowie – Kościół „Chrystus Królem”
  - zbór w Krakowie – Wspólnota Odkupionych Chrześcijan
  - zbór w Krakowie – Iris Global Kraków
  - placówka Kościoła Bożego w Chrystusie w Chrzanowie
  - Społeczność Kościoła Bożego w Chrystusie „Geszer” w Lubaszu
  - zbór w Zakopanem
- Województwo mazowieckie
  - zbór w Siedlcach – Chrześcijańska Wspólnota „Jozue”
  - zbór w Sochaczewie
  - zbór w Starym Opolu – Wspólnota Chrześcijańska „Bóg jest Wybawieniem”
  - zbór „Dom Boży” w Warszawie
  - zbór „Droga” w Warszawie
  - zbór „Praga dla Chrystusa” w Warszawie
  - zbór w Warszawie – Centrum Uwielbienia „Pentecost”
  - zbór w Warszawie – Społeczność „Formacja Transformacja”
  - zbór w Warszawie – HOM Church
  - zbór w Warszawie – Kościół „Boże Oblicze”
  - zbór w Warszawie – Kościół Miłości Bożej
  - zbór w Warszawie – Kościół Ducha Świętego
  - zbór w Warszawie – Kościół „Genesis”
  - zbór w Warszawie – Wspólnota Ambasady Chrystusa
  - zbór w Warszawie – Wspólnota „Dom Jezusa”
  - zbór w Warszawie – Wspólnota Misji Apostolskiej
  - zbór w Warszawie – Wspólnota Odkupionych Chrześcijan
  - placówka Kościoła Bożego w Chrystusie w Warszawie – Chrześcijański Kościół Reformacyjny
  - placówka Kościoła Bożego w Chrystusie w Warszawie – Warszawski Kościół Misyjny
  - zbór w Żyrardowie – Centrum Chrześcijańskie „Jezus Żyje”
  - Wspólnota „Betesda” w Szczypiornie (placówka zboru „Praga dla Chrystusa” w Warszawie)
- Województwo opolskie
  - zbór w Opolu – Społeczność „One Way”
  - zbór w Krapkowicach – Centrum Chrześcijańskie „Tylko Jezus”
- Województwo podlaskie
  - zbór w Białymstoku – Wspólnota Chrześcijańska „Słowo Życia”
  - zbór w Hajnówce
  - zbór w Mońkach – Centrum Chrześcijańskie „Emmanuel”
- Województwo pomorskie
  - zbór w Gdańsku – Kościół „Droga Pana”
  - zbór w Gdańsku – Społeczność Miasto
  - zbór w Gdańsku – Wspólnota Odkupionych Chrześcijan
  - zbór w Gdyni – Międzynarodowa Boża Armia
  - zbór „Syloe” w Malborku
  - zbór w Słupsku – Centrum Chrześcijańskie „Rzeki Wody Żywej”
- Województwo śląskie
  - zbór w Będzinie – Medical Church
  - zbór w Cieszynie – Kościół „Nowe Życie”
  - zbór w Gliwicach – Chrześcijańska Wspólnota „Nowe Przymierze”
  - zbór w Kuźni Raciborskiej – Kościół Inplus
  - zbór „Nowe Życie” w Knurowie
  - zbór „Dom Ojca” w Mysłowicach
  - zbór w Rybniku – Centrum Chrześcijańskie „Winnica”
  - placówka Kościoła Bożego w Chrystusie w Piekarach Śląskich
  - placówka Wspólnoty Odkupionych Chrześcijan w Krakowie – Wspólnota Odkupionych Chrześcijan w Katowicach
- Województwo warmińsko-mazurskie
  - zbór w Elblągu – Wspólnota „Jestem”
  - zbór „Nowe Pokolenie” w Gołdapi
  - zbór w Iławie
  - zbór w Olecku
- Województwo wielkopolskie
  - zbór w Gnieźnie
  - zbór w Kaliszu
  - zbór w Kole
  - zbór „Kangeri Izrael” w Obornikach
  - zbór w Ostrowie Wielkopolskim – Kościół Ewangelii i Apostolstwa
  - zbór w Poznaniu – Wspólnota Poznań Centrum
  - placówka zboru w Kaliszu – zbór „Sól Ziemi” w Poznaniu
- Województwo zachodniopomorskie
  - zbór w Choszcznie – Centrum Chrześcijańskie w Choszcznie
  - zbór „Kościół Boży” w Dębnie
  - zbór w Koszalinie – Centrum Chrześcijańskie „Woda Życia”
  - zbór w Mieszkowicach
  - zbór „Żywe Słowo” w Szczecinie
  - placówka Centrum Chrześcijańskiego „Rebeka” w Hrubieszowie – Centrum Misyjne „Rama” w Szczecinie
- Niemcy
  - Centrum Misyjne „Winnica” we Frankfurcie nad Odrą (placówka zboru „Dom Ojca” w Żarach)

## Misje i Agendy
- Chrześcijańska Misja Pomocy Dzieciom w Warszawie[10]
- Misja Pomocy Uzależnionym „Przemiana” w Kole
- Misja Przyjaciół Dzieci w Kaliszu[11]
- Misja „Pielgrzym” w Łodzi[12]
- Ośrodek „Nowy Początek” w Warszawie[13]
- Misja Kerygma w Warszawie[14]

## Statystyki i rozwój liczebny
W 1988, w chwili rejestracji kościół składał się z czterech zborów, w: Warszawie, Hajnówce, Olecku i Gołdapi. Jeszcze tego samego roku do kościoła przyłączyły się zbory we Wrocławiu i Szczecinie. Kościół liczył wtedy około 400 osób. W 2000 roku kościół liczył 1656 osób w 28 zborach, 2011 roku kościół liczył 4140 osób skupionych w 63 zborach. Według Narodowego Spisu Powszechnego z 2011 roku przynależność do Kościoła zadeklarowało 1350 osób.

### Dane według statystycznych ankiet wyznaniowych
| Rok  | Liczba wiernych | Liczba zborów | Liczba kościołów/kaplic | Liczba duchownych |
| ---- | --------------- | ------------- | ----------------------- | ----------------- |
| 1990 | 635             | 14            | 2                       | 39                |
| 1991 | 727             | 9             | 5                       | 30                |
| 1992 | 890             | 16            | 6                       | 48                |
| 1994 | 1155            | 19            | 6                       | 72                |
| 1995 | 1252            | 18            | 6                       | 75                |
| 1996 | 1300            | 22            | 6                       | 89                |
| 1998 | 1555            | 23            |                         | 154               |
| 2000 | 1656            | 28            | 8                       | 131               |
| 2002 | 2312            | 36            |                         | 171               |
| 2003 | 2711            | 41            |                         | 184               |
| 2004 | 2901            | 45            |                         | 2901              |
| 2005 | 3173            | 51            | 10                      | 164               |
| 2006 | 3307            | 55            |                         | 167               |
| 2007 | 3401            | 60            |                         | 169               |
| 2008 | 3534            | 59            |                         | 192               |
| 2009 | 3604            | 60            |                         | 191               |
| 2011 | 4140            | 63            |                         | 183               |
| 2012 | 4184            | 61            | 14                      | 170               |
| 2013 | 4306            | 61            | 14                      | 170               |
| 2014 | 4460            | 62            | 14                      | 169               |
| 2015 | 4860            | 66            | 14                      | 174               |
| 2016 | 4938            | 69            | 17                      | 187               |
| 2017 | 4933            | 69            | 17                      | 161               |
| 2018 | 4611            | 67            | 17                      | 143               |
| 2019 | 4827            | 70            | 16                      | 135               |
| 2020 | 5023            | 73            | 17                      | 137               |
| 2021 | 4922            | 74            | 17                      | 139               |
| 2022 | 4908            | 81            |                         | 122               |
| 2023 | 5058            | 88            |                         | 116               |
| 2024 | 5628            | 92            |                         | 155               |

### Dane według wyników spisów powszechnych
| Spis powszechny               | Liczba deklaracji |
| ----------------------------- | ----------------- |
| Narodowy Spis Powszechny 2011 | 1350              |
| Narodowy Spis Powszechny 2021 | 2007              |

## Działacze
- Bogdan Olechnowicz
- John Godson
- Marek Majewski – pastor w Zielonej Górze
- Andrzej Nędzusiak – Prezbiter naczelny K.B.W.Ch.